# Cammillo Lelli
Cammillo Lelli detto Camillo (Arezzo, 3 gennaio 1849 – Arezzo, 5 settembre 1938) è stato un politico italiano.

## Biografia
Nato ad Arezzo nel 1849 e laureato in matematica, è stato per oltre cinquant'anni insegnante presso l'Istituto tecnico "Michelangelo Buonarroti". Esponente dei monarchico-liberali, fu consigliere comunale dal luglio 1908, ricoprendo anche la carica di assessore. Dal 6 luglio 1909 al 17 luglio 1910 fu prosindaco del comune dopo le dimissioni di Pier Ludovico Occhini.
Il 28 luglio 1914 fu eletto sindaco di Arezzo, guidando l'amministrazione comunale negli anni difficili della prima guerra mondiale. Il 6 agosto 1918 concesse la cittadinanza onoraria al presidente statunitense Thomas Woodrow Wilson, accendendo forti dibattiti. Rassegnò le dimissioni il 9 dicembre 1919, dopo che il gruppo consiliare dei popolari gli ebbe ritirato la fiducia.
Negli ultimi anni fu membro del consiglio di amministrazione del Convitto nazionale Vittorio Emanuele III dal 1926 al 1932, membro del consiglio direttivo della Scuola di arti e mestieri, e governatore della locale Confraternita della Misericordia. Morì ad Arezzo il 5 settembre 1938.